# Spiggartade fiskar
Spiggartade fiskar är en ordning taggfeniga fiskar som omfattar bland annat familjen spiggar. Enligt ITIS så inkluderar ordningen även sjöhästar och (andra) kantnålsfiskar, men enligt FishBase utgör dessa en egen ordning Syngnathiformes